# Физико-техническая школа (Обнинск)
Муниципальное бюджетное общеобразовательное учреждение «Лицей „Физико-техническая школа“ города Обнинска» — общеобразовательное учебное заведение муниципального подчинения города Обнинска Калужской области.
Одна из передовых школ города Обнинска по качеству преподавания физико-математических дисциплин. С сентября 2019 года является одной из базовых школ Российской академии наук.

## Образовательный процесс
Нормативным сроком обучения является 5 лет. Школа работает в одну смену в режиме шестидневной учебной недели. Дети младшего школьного возраста не обучаются.  
Школа была основана в 1988 году. Учебных кабинетов — 19. В школьной столовой имеется обеденный зал общей площадью 397,7 м². 
Директор — Сенина Елена Степановна. 

## Успехи
В рейтинге школ по результатам учебной деятельности в 2016-17 учебном году МБОУ ФТШ попало в перечни: «200 общеобразовательных организаций, обеспечивающих высокие возможности развития способностей учащихся»; «200 образовательных организаций, обеспечивающих высокий уровень подготовки выпускников в профильных областях и по математике» в направлениях: физико-математическое, физико-химическое, химико-биологическое.